# KTN Live News イット!
『KTN Live News イット!』（ケイティーエヌ ライブニュースイット!）はテレビ長崎での夕方に放送されている長崎県向けのローカルワイドニュース番組（フジテレビ発の全国ニュース『Live News イット!』を内包）。

## 概要
2019年3月31日まで放送されていた『KTNプライムニュース』の後継番組。
2020年3月30日からキャスターが新体制になり、リポーターを勤め佐世保支社勤務だった平仙浩教が木曜日 - 金曜日担当になり、新たに気象予報士・吉村壮史が毎週金曜日に出る形での体制になった。
平日版（第1期）では、番組内のCM明けに加藤綾子のitのコールが流されていた。
『マルっと!』の放送開始に伴い、平日版は2020年9月25日に放送を一旦終了し、週末版は引き続き『KTN Live News イット!』として放送。
2024年4月1日から、平日版が3年半ぶりに復活した。磯部翔、木曜・金曜担当の本田舞、 松田貢児（気象予報士）は『マルっと!・第2部』から続投となり、新たに月曜 - 水曜担当の楠原彩加が加わったが、2025年3月3日からは、磯部翔、本田舞、松田貢児の3人体制へ移行。2025年4月1日からは、本田舞が木曜・金曜担当から月曜 - 水曜担当になり続投、磯部翔の後任に吉井誠、木曜・金曜担当に円田智子、松田貢児（気象予報士）の後任に出口裕也（気象予報士）になり新体制へ移行。円田智子については、2013年3月29日放送の『KTNスーパーニュース』以来12年ぶりにテレビ長崎の平日夕方報道番組に出演する。

番組テーマは、平日版・第1期は「みんなが知りたい長崎の「it!」」。平日版・第2期は「今が分かれば、先が⾒える」。
フジテレビからの17時台のネットは、2020年9月25日以来約4年ぶりにネットを再開した。

### タイトルロゴ
初代（2019年4月1日 - 2020年9月27日）
カラーリング： KTN Live News it! 
上の段は『KTN』中の段は『Live News』、下の段は『it!』と表記。
2代目（2020年10月3日 - 2022年10月2日）
カラーリング： news イット!
『イット!』を大きく強調したデザイン配分となり、『news』はその上に小さめの文字で表記。
3代目（2022年10月8日- ）
- 週末版のみ（2022年10月8日[注 9] - 2024年3月31日）

カラーリング：! news イット!
左側から立体の『!』、『news』、右側に『イット!』と表記。
- 平日版（第2期）開始（2024年4月1日 - ）

カラーリング：! KTN news イット!
左側から立体の『!』、『KTN』（改行）『news』、右側に『イット!』と表記。

## 放送時間
| 期間          | 期間          | 放送時間（JST）                 | 放送時間（JST）       | 放送時間（JST） |
| 期間          | 期間          | 平日版                          | 週末版                |                 |
| ------------- | ------------- | ------------------------------- | --------------------- | --------------- |
| 2019年4月1日  | 2020年9月27日 | 16:50 - 19:00（130分）          | 17:30 - 18:00（30分） |                 |
| 2020年9月28日 | 2024年3月31日 | 「マルっと!」放送開始に伴い中断 | 17:30 - 18:00（30分） |                 |
| 2024年4月1日  | 同年10月6日   | 17:48 - 19:00（72分）           | 17:30 - 18:00（30分） |                 |
| 同年10月7日   | 現在          | 16:48 - 19:00（132分）          | 17:30 - 18:00（30分） |                 |

## タイムテーブル

### 平日版（第1期）（2019年4月1日 - 2020年9月25日）
- 15:49 - 15:52『ニュースを先どり! KTN Live News it!』（ヨジマル!の帯コーナー）[注 3][注 4]
- 16:45 - 16:45:30『KTN Live News it! 予告』（プチまる!の冒頭30秒）
- 16:50 - 17:53 『Live News it!』第1部[注 10][注 11]
- 17:53 - 18:14 『Live News it!』第2部（FNN枠）[注 12]
- 18:14 - 18:50.30『KTN Live News it!』長崎県内ローカルニュース[注 12]
- 18:50.30 - 19:00『まるっと!（Live News it!）』[注 12]

### 平日版（第2期）（2024年4月1日 - 同年10月4日）
- 月曜 - 金曜
  - 17:47:30 - 17:48 『KTN Live News イット! 』予告（マルっと!終了後の30秒）
  - 17:48 - 18:09 『Live News イット!』第3部（FNN枠）[注 13]
- 月曜 - 水曜、金曜
  - 18:09 - 18:48:30 『KTN Live News イット!』オープニング・長崎県内ローカルニュース・エンディング[注 13][3]
  - 18:48:30 - 19:00 『Live News イット!』第3部[注 13]
再びフジテレビから「取材center24」→「All news 6」、「アスヨク」、「ソラよみ」→「やざピン」
- 木曜のみ
  - 18:09 - 18:48:30 『KTN Live News イット!』オープニング・長崎県内ローカルニュース[注 13][3]
  - 18:48:30 - 18:55『Live News イット!』第3部
再びフジテレビから「取材center24」→「All news 6」[注 13]
  - 18:55 - 18:56 『KTN Live News イット!』エンディング[注 13][注 6]
  - 18:56 - 19:00　長崎県広報番組『みジカなナガサキ』[注 13][注 6]

### 平日版（第2期）（同年10月7日 - 現在）
- 月曜 - 金曜
  - 16:48 - 16:50『KTN Live News イット!』長崎県内ローカルニュース・予告[注 14][5]
  - 16:50 - 17:48 『Live News イット!』第2部[注 14][5]
  - 17:48 - 18:09『Live News イット!』第3部（FNN枠）[注 15]
- 月曜 - 水曜、金曜
  - 18:09 - 18:48.30『KTN Live News イット!』オープニング・長崎県内ローカルニュース・エンディング[注 15]
  - 18:48.30 - 19:00『Live News イット!』第3部
再びフジテレビから「All news 6」、「アスヨク」、「やざピン」[注 15]
- 木曜のみ
  - 18:09 - 18:48.30『KTN Live News イット!』オープニング・長崎県内ローカルニュース[注 15]
  - 18:48:30 - 18:55『Live News イット!』第3部
再びフジテレビから「All news 6」[注 15]
  - 18:55 - 18:56『KTN Live News イット!』エンディング[注 15][注 6]
  - 18:56 - 19:00　長崎県広報番組『みジカなナガサキ』[注 15][注 6]

### 週末版（2019年4月6日 - ）
- 17:30 - 17:46.40『Live News イット!』（FNN枠）[注 16]
  - オープニング、全国ニュース1、イット!スポーツ、提供クレジット、CM1、全国ニュース2、FLASH、CM前ジングル
  - 前身の『プライムニュース イブニング』同様、全国パート終了時に右下に2行で「続いて長崎のニュース（"続いて"は白文字、"長崎のニュース"は黄文字）」が表示される。
- 17:46.40 - 17:48.40 CM2
- 17:48.40 - 17:53.15（日曜日は17:48.40 - 17:53.10） 長崎県内ローカルニュース
- 17:53.15 - 17:54.15（日曜日は17:53.10 - 17:54.40） CM3
- 17:54.15 - 17:55.15（日曜日は17:54.40 - 17:55.40） 天気予報
- 17:55.15 - 17:55.30（日曜日は17:55.40 - 17:55.45） 提供クレジット（土曜日のみ）・エンディング
  - 土曜日は提供クレジットがあり、映像は『KTNプライムニュース』同様、週末版のみで流れるオリジナル映像である。日曜日は5秒間のエンディングのみとなる。

## 現在の出演者

### 平日版（第2期）（2024年4月1日 - ）[2][3]
本田舞は、『マルっと!・第2部』から続投になる。
MC
- 吉井誠（2025年4月1日[注 7] - ）
- 本田舞（木曜 ・ 金曜→月曜 - 金曜[17]→月曜 - 水曜[28]）[31][3]
- 円田智子[28]（木曜・金曜、2025年4月3日 - ）
  - テレビ長崎での平日夕方報道番組に出演するのは、2013年3月29日（当時は「KTNスーパーニュース」）[18]以来、12年ぶりになる。
- 出口裕也[28][32]（気象予報士、2025年4月1日[注 7] - ）

### 週末版（2019年4月6日 - ）
- シフト勤務

## 過去の出演者

### 平日版（第1期）（2019年4月1日 - 2020年9月25日）
MC・リポーター共に『KTNプライムニュース』から続投となる。
なお、2020年3月30日に新しいキャスター体制に変更。
MC
- 磯部翔（月曜 - 水曜）
- 琴岡美紅
- 平仙浩教（木曜 - 金曜）[注 1]
- 吉村壮史（気象予報士）[注 2]

リポーター（記者レポート、中継担当）
- 川波美幸[注 3]
- 大村咲子[注 3]
- 本田舞[注 3]
- 烏山拓巳[注 3]

### 平日版（第2期）
磯部翔と 松田貢児（気象予報士）は、『マルっと!・第2部』から続投だった。
- 楠原彩加（月曜 - 水曜、2024年4月1日 - 2025年2月28日[17]）[15][31][16]
- 磯部翔[3][15]（2024年4月1日 - 2025年3月28日[35][17]）
- 松田貢児（気象予報士、2024年4月1日 - 2025年3月28日）[3]